# .nagoya
Tên miền nagoya là tên miền cấp cao nhất (TLD) của thành phố Nagoya trong Hệ thống phân giải tên miền của Internet. Vào ngày 20 tháng 2 năm 2014, ICANN và GMO Registry đã ký kết một thỏa thuận về việc đăng ký, theo đó GMO Registry sẽ vận hành nagoya TLD.
Giống như các tên miền cấp cao nhất khác, TLD nagoya có thể được đăng ký bởi những người sống bên ngoài Nagoya.
Ngoài tên miền .nagoya đại diện cho thành phố Nagoya thì còn hai tên miền khác là .tokyo và .yokohama lần lượt đại diện cho hai thành phố là Tokyo và Yokohama.